# Aristobia approximator
Espèce
Synonymes
- Celosterna approximator Thomson, 1865[1]

Aristobia approximator est une espèce asiatique de coléoptères de la famille des Cerambycidae (capricornes), que l'on retrouve en Inde et en Asie du Sud-Est. 

## Systématique
L'espèce Aristobia approximator a été décrite pour la première fois en 1865 par l'entomologiste américain James Thomson (1828-1897) sous le protonyme de Celosterna approximator,.

## Description
Aristobia approximator mesure jusqu'à 36 mm de long. Cette espèce a un corps noir avec des taches jaunes et des touffes noires sur les premiers segments de ses antennes, comme l'espèce apparentée Aristobia reticulator (en). A. approximator a des touffes uniquement sur le troisième segment, tandis qu’A. reticulator en a sur les segments 3, 4 et parfois 5.

## Régime alimentaire et distribution
Cette espèce est connue pour se nourrir de teck.

## Liste des variétés
Selon BioLib (29 juin 2022) :
- variété Aristobia approximator var. birmanica Gahan, 1895

## Publication originale
- James Thomson, Systema cerambycidarum, ou, Exposé de tous les genres compris dans la famille des cérambycides et familles limitrophes (publication), Imprimerie de H. Dessain, 1864, [lire en ligne].